# Tedags för dystra själar
Tedags för dystra själar (originaltitel: The Long Dark Tea-Time of the Soul) är en roman av författaren Douglas Adams, andra historien om Dirk Gently och således uppföljare till Dirk Gentlys holistiska detektivbyrå.

## Handlingen
Dirk Gently är tillbaka. Med sin svarta läderrock, sin röda hatt och sin holistiska syn på privatdetektivyrket ger han sig i kast med ett bokstavligen huvudlöst komplicerat fall som är en riktigt het potatis. 
När en av Terminal Tvås incheckningsdiskar på Heathrows flygplats exploderade rakt upp i taket som ett orangefärgat eldklot försökte förstås alla de vanliga organisationerna ta på sig skulden. Först hörde IRA av sig, sedan PLO och så gasverket. Till och med British Nuclear Fuel utfärdade en kommuniké som hävdade att läget var under kontroll, att det knappt var någon radioaktiv strålning att tala om och att olycksplatsen i själva verket var ett trevligt utflyktsmål för hela familjen - innan de till sist tvingades erkänna att de faktiskt inte hade ett dugg med saken att göra. Man kunde inte finna någon rimlig förklaring till händelsen och slutligen karaktäriserades den som "ett guds verk". Men vilken gud?, tänkte Dirk Gently. Och varför? Vad för slags gud skulle försöka hinna med 15.37 planet till Oslo?

## Om titeln
Bokens titel är i original The Long Dark Tea-Time of the Soul, ett citat från den tredje delen av Liftarens guide-sviten, Livet, universum och allting (från den passage där karaktären Wowbagger introducerades i historien), och en parafras på Johannes av korsets teologiska avhandling Själens dunkla natt, på engelska The Dark Night of the Soul. I Livet, universum och allting var uttrycket översatt till "själens långa mörka kaffedags", men när boken med samma uttryck som titel skulle ges ut på svenska missades av allt att döma att det var ett etablerat citat från Liftarens guide-världen, som redan fanns i en svensk översättning. Titeln på denna bok är annars i praktiken den enda sammanhängande länken mellan Douglas Adams båda olika litterära världar.